# 조선족 문화관
조선족 문화관(朝鲜族文化馆)은 중국의 지린성, 랴오닝성, 헤이룽장성 총 세 곳에 위치한 30여개의 문화관으로 조선족들의 문화 생활 장려 및 기존의 조선족들의 문화 보전을 목적으로 1949년 설립 되었다.

## 참고 자료
- “조선족 문화관”. 세계민족문화대사전.